# Lilian Harvey
Lilian Harvey, nata Helene Lilian Muriel Pape  (Hornsey, 19 gennaio 1906 – Juan-les-Pins, 27 luglio 1968), è stata un'attrice e cantante britannica naturalizzata tedesca.

## Gli inizi
La madre di Lilian era inglese, mentre il padre un uomo d'affari tedesco. All'inizio della prima guerra mondiale la famiglia viveva a Magdeburgo e si trovò impossibilitata a rientrare in Inghilterra. La ragazza dovette quindi essere mandata a vivere da una zia a Soletta in Svizzera.
Dopo essersi diplomata nel 1923 iniziò la propria carriera nel mondo dello spettacolo frequentando la scuola di danza e canto del Teatro dell'Opera di Stato di Berlino.

### La ragazza più dolce
Nel 1924 Lilian Harvey ottenne il suo primo ruolo, la parte della giovane ebrea Ruth nel film Der Fluch diretto da Robert Land. Da quel momento iniziò a prendere parte a diversi film muti. Nel 1925 ebbe il primo ruolo da protagonista nel film Leidenschaft.
Grazie ai suoi studi di canto la Harvey fu capace di continuare a riscuotere successo come attrice anche nel primo periodo dell'era del cinema sonoro. Il suo primo film interpretato insieme a Willy Fritsch fu Die keusche Susanne del 1926. Lei e Fritsch divennero la "coppia dei sogni" del cinema tedesco dei primi anni trenta grazie alla romantica storia d'amore messa in scena nel film Liebeswalzer. Interpretarono insieme complessivamente 11 film e la Harvey venne soprannominata dalla stampa La ragazza più dolce del mondo.
Nel 1931 interpretò il film Il congresso si diverte, in cui cantava la canzone di successo Das gibt's nur einmal. I suoi film successivi vennero realizzati anche nelle versioni inglese e francese, rendendola popolare anche al di fuori della Germania. Fu invitata ad Hollywood dove interpretò quattro film per la 20th Century Fox che però non riscossero lo stesso successo di quelli girati in Germania.
Alla fine decise di abbandonare la lavorazione del musical George White's 1935 Scandals. La sua partenza spinse i produttori ad ingaggiare al suo posto Alice Faye che diventò improvvisamente una star.

## La fuga dalla Germania nazista
Nel 1935 tornò in Germania. Continuò fino al 1939 ad interpretare film di successo per la UFA, come  Glückskinder (1936), Sieben Ohrfeigen e Fanny Eisler (1937), Capriccio e Frau am Steuer (1939). Dopo decise di lasciare la Germania perché aveva aiutato un ebreo ed era stata interrogata dalla Gestapo. Si stabilì in Francia, a Juan-les-Pins, dove nel 1940 interpretò due film, Serenade e Miquette. Dopo essersi esibita per le truppe francesi, i nazisti le revocarono la cittadinanza (1943). 

### Dopo la seconda guerra mondiale
Dopo la seconda guerra mondiale Lilian Harvey tornò a Parigi. Negli anni successivi andò in tour come cantante in Scandinavia e in Egitto. Nel 1949 tornò anche in Germania lavorando in teatro.

## Vita privata
Dal 1953 al 1957 fu sposata con l'agente teatrale danese Hartvig Valeur-Larsen. Morì nel 1968 per un'insufficienza epatica a Juan-les-Pins e fu sepolta al cimitero Robac di Antibes.

## Curiosità
- Una sua interpretazione del brano Ich wollt ich wär ein huhn fa parte della colonna sonora del film di Quentin Tarantino del 2009 Bastardi senza gloria.
- Sempre in  Bastardi senza gloria Shoshanna Dreyfus afferma di apprezzare molto la Harvey rispondendo a una domanda di Joseph Goebbels, scatenando l'ira del ministro che le dice di non pronunciare più quel nome in sua presenza.
- Il brano Das gibt's nur einmal è interpretato nel film del 2013 di Hayao Miyazaki Si alza il vento.

## Filmografia
- Der Fluch, regia di Robert Land (1925)
- Die Motorbraut, regia di Richard Eichberg (1924)
- Leidenschaft. Die Liebschaften der Hella von Gilsa, regia di Richard Eichberg (1925)
- Liebe und Trompetenblasen, regia di Richard Eichberg (1925)
- Die Kleine vom Bummel, regia di Richard Eichberg (1925)
- Prinzessin Trulala, regia di Erich Schönfelder e Richard Eichberg (1926)
- Die keusche Susanne, regia di Richard Eichberg (1926)
- Vater werden ist nicht schwer, regia di Erich Schönfelder (1926)
- Die tolle Lola, regia di Richard Eichberg (1927)
- Eheferien, regia di Victor Janson (1927)
- Du sollst nicht stehlen, regia di Victor Janson (1928)
- Eine Nacht in London o A Knight in London, regia di Lupu Pick (1928)
- Ihr dunkler Punkt, regia di Johannes Guter (1928)
- Rund um die Liebe, regia di Oskar Kalbus (1929)
- Adieu Mascotte, regia di Wilhelm Thiele (1929)
- Se un giorno tu vorrai, regia di Johannes Guter (1929)
- Walzer d'amore (Liebeswalzer) , regia di Wilhelm Thiele (1930)
- Hokuspokus, regia di Gustav Ucicky (1930)
- The Love Waltz, regia di Carl Winston (1930)
- The Temporary Widow, regia di Gustav Ucicky (1930)
- La sirenetta dell'autostrada (Die Drei von der Tankstelle), regia di Wilhelm Thiele (1930)
- Le Chemin du paradis, regia di Wilhelm Thiele e Max de Vaucorbeil (1930)
- La frenesia dell'avventura (Einbrecher), regia di Hanns Schwarz (1930)
- Princesse! à vos ordres!, regia di Hanns Schwarz (1931)
- Mai più l'amore, regia di Anatole Litvak (1931)
- Il congresso si diverte (Der Kongreß tanzt), regia di Erik Charell (1931)
- La Fille et le garçon, regia di Wilhelm Thiele (1931)
- Zwei Herzen und ein Schlag, regia di Wilhelm Thiele (1932)
- The Congress Dances, regia di Erik Charell (1932)
- Quick, re dei clown, regia di Robert Siodmak (1932)
- Sogno biondo (Ein blonder Traum), regia di Paul Martin (1932)
- Happy Ever After, regia di Paul Martin e Robert Stevenson (1932)
- Un rêve blond
- Ich und die Kaiserin, regia di Friedrich Hollaender (1933)
- Labbra traditrici, regia di John G. Blystone (1933)
- My Weakness, regia di David Butler (1933)
- Susanna (I Am Suzanne!), regia di Rowland V. Lee (1933)
- The Only Girl, regia di Friedrich Hollaender (1934)
- Viviamo stanotte, regia di Victor Schertzinger (1935)
- Invitation to the Waltz, regia di Paul Merzbach (1935)
- Rose nere (Schwarze Rosen), regia di Paul Martin (1935)
- Roses noires, regia di Paul Martin (1935)
- Black Roses, regia di Paul Martin (1936)
- Lasciate fare alle donne, regia di Paul Martin (1936)
- Sette schiaffi, regia di Paul Martin (1937)
- Fanny Essler, regia di Paul Martin (1937)
- Capriccio, regia di Karl Ritter (1938)
- Castelli in aria, regia di Augusto Genina (1939)
- Frau am Steuer, regia di Paul Martin (1939)
- Prigione d'amore, regia di Jean Boyer (1940)
- Miquette, regia di Jean Boyer  (1940)

### Film o documentari dove appare Lilian Harvey
- Rund um die Liebe, regia di Oskar Kalbus - filmati di repertorio (1929)